# Des pas dans la nuit
Pour plus de détails, voir Fiche technique et Distribution.
Des pas dans la nuit (titre original : Footsteps in the Dark) est un film américain réalisé par Lloyd Bacon, sorti en 1941.

## Synopsis
Francis Warren est à première vue un honnête homme mais en réalité il écrit des romans policiers sinistres dont son entourage ignore tout. Un jour, Leopold Fissue tente de le faire chanter mais il est ensuite retrouvé mort...

## Fiche technique
- Titre original : Footsteps in the Dark
- Réalisation : Lloyd Bacon
- Scénario : Lester Cole et John Wexley d'après la pièce Blondie White de Ladislas Fodor, Bernard Merivale et Jeffrey Dell
- Production : Hal B. Wallis
- Société de production : Warner Bros. Pictures
- Musique : Friedrich Hollaender
- Photographie : Ernest Haller
- Montage : Owen Marks
- Pays d'origine : États-Unis
- Format : Noir et blanc - 1,37:1 - Mono
- Genre : Comédie, thriller
- Durée : 96 minutes
- Date de sortie : 1941

## Distribution
- Errol Flynn : Francis Monroe Warren II
- Brenda Marshall : Rita Warren
- Ralph Bellamy : Dr. R.L. Davis
- Alan Hale : Police Insp. Charles M. Mason
- Lee Patrick : Blondie White
- Allen Jenkins : Mr. Wilfred
- Lucile Watson : Mrs. Agatha Archer
- William Frawley : Det. 'Hoppy' Hopkins
- Grant Mitchell : Wellington Carruthers
- Roscoe Karns : Monahan
- Jack LaRue : Ace Vernon
- Turhan Bey : Ahmed
- Robert Homans : le capitaine de police
- Glen Cavender : le patron avec lunettes et moustache (non crédité)